# 納瓦里亞
49°44′51″N 23°55′17″E / 49.74750°N 23.92139°E
納瓦里亞（烏克蘭語：Наварія），是烏克蘭西部的村莊，隸屬利維夫州的利維夫區。該村面積2.09平方公里，海拔高度326米，2024年人口1,421，人口密度每平方公里714.35人。